# 최원준 (1994년)
최원준(崔源峻, 1994년 12월 21일 ~ )은 KBO 리그 두산 베어스의 투수이다. 개명 전 이름은 '최동현'이다.

## 아마추어 시절
2013년 대학 춘계 리그에서 수훈상, 2014년 대학 춘계 리그에서 최우수 선수상을 수상하며 동국대학교의 대회 2연패를 이끌었다.
2014년 야구 월드컵과 2015년 하계 유니버시아드, 아시아 야구 선수권 대회에서 국가대표로도 활약했다.
이때 토미 존 수술을 받아서 4학년 때는 투구를 거의 하지 않았다.

## 두산 베어스시절
2017년에 입단하였다. 2016년 10월에 갑상선 암 수술을 받아 5월부터 라이브 피칭을 실시했고 6월 말에 2군 경기에 등판했다. 2018년 7월 25일 SK전에서 구원 등판하며 데뷔 첫 경기를 치렀고, 경기에서 3이닝 3실점을 기록했다.

## 출신 학교
- 서울수유초등학교
- 서울 신일중학교
- 신일고등학교
- 동국대학교

## 통산 기록
| 연도 | 팀명  | 평균자책점 | 경기 | 완투 | 완봉 | 승 | 패 | 세 | 홀 | 승률  | 타자 | 이닝 | 피안타 | 피홈런 | 볼넷 | 사구 | 탈삼진 | 실점 | 자책점 |
| ---- | ----- | ---------- | ---- | ---- | ---- | -- | -- | -- | -- | ----- | ---- | ---- | ------ | ------ | ---- | ---- | ------ | ---- | ------ |
| 2018 | 두산  | 10.61      | 6    | 0    | 0    | 0  | 0  | 0  | 0  | -     | 56   | 9⅓   | 22     | 2      | 0    | 5    | 5      | 16   | 11     |
| 2019 | 두산  | 2.65       | 34   | 0    | 0    | 1  | 2  | 1  | 4  | 0.333 | 228  | 54⅓  | 52     | 1      | 16   | 4    | 38     | 17   | 16     |
| 2020 | 두산  | 3.80       | 42   | 0    | 0    | 10 | 2  | 0  | 0  | 0.833 | 532  | 123  | 134    | 15     | 35   | 7    | 94     | 52   | 52     |
| 2021 | 두산  | 3.30       | 29   | 0    | 0    | 12 | 4  | 0  | 0  | 0.750 | 673  | 158⅓ | 160    | 15     | 37   | 10   | 113    | 65   | 58     |
| 2022 | 두산  | 3.60       | 30   | 0    | 0    | 8  | 13 | 0  | 0  | 0.381 | 713  | 165  | 183    | 21     | 37   | 7    | 113    | 80   | 66     |
| 2023 | 두산  | 4.93       | 26   | 0    | 0    | 3  | 10 | 0  | 0  | 0.231 | 465  | 107⅔ | 119    | 11     | 40   | 12   | 71     | 60   | 59     |
| 2024 | 두산  | 6.46       | 24   | 0    | 0    | 6  | 7  | 0  | 0  | 0.462 | 490  | 110  | 125    | 21     | 34   | 10   | 72     | 79   | 79     |
| 통산 | 7시즌 | 4.22       | 191  | 0    | 0    | 40 | 38 | 1  | 4  | 0.513 | 3157 | 727⅔ | 795    | 86     | 153  | 55   | 506    | 369  | 341    |

- 빨간 글씨는 한국 프로야구 역사상 최고 기록
- 굵은 글씨는 해당 시즌 최고 기록